# یلمارد

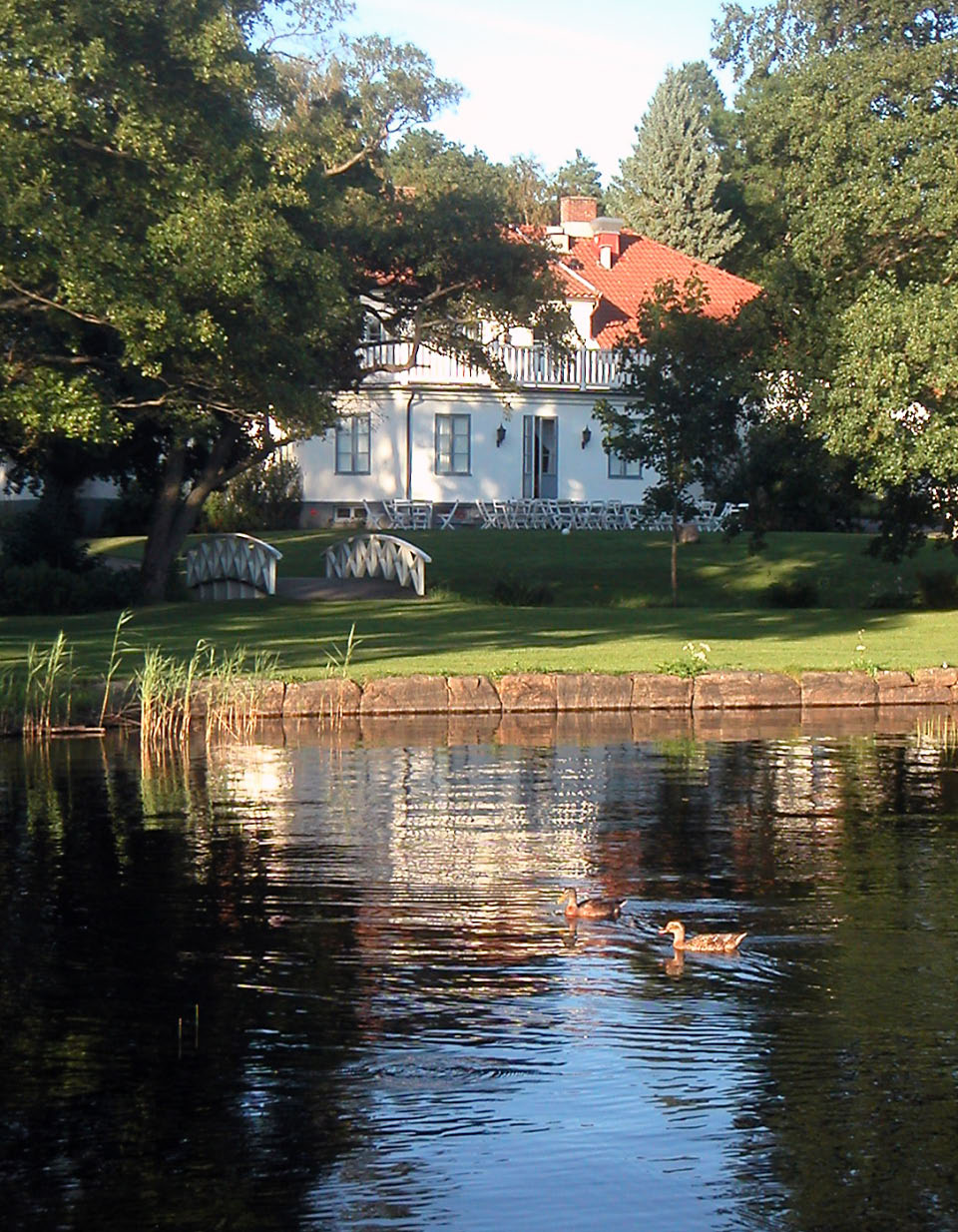
یلمارد

یلمارد (به سوئدی: Hjälmared) یک منطقهٔ مسکونی در سوئد است که در شهر الینگساس واقع شده‌است. یلمارد ۰٫۳۶ کیلومتر مربع مساحت و ۲۶۰ نفر جمعیت دارد.